# Ursy
Ursy est une localité et une commune suisse du canton de Fribourg, située dans le district de la Glâne.

## Histoire
En 1997, on a trouvé à Ursy des séchoirs-fumoirs d'époque romaine (IIe et IVe siècles), uniques dans le canton. Le village, mentionné pour la première fois en 1234, devient une propriété de la ville de Fribourg (bailliage de Rue) en 1536. En 1798, le village est érigé en commune et rejoint le district de Rue jusqu'en 1848.
Le 3 mars 2024, les habitants acceptent, par 86%, le rattachement de la commune de Montet à la leur. Celle-ci sera effective au 1 janvier 2025.

## Géographie
Selon l'Office fédéral de la statistique, Ursy mesure 1 713 ha. 9,3 % de cette superficie correspond à des surfaces d'habitat ou d'infrastructure, 66,6 % à des surfaces agricoles et 24,1 % à des surfaces boisées.
Ursy est limitrophe de Le Flon, Rue et Siviriez ainsi que Chavannes-sur-Moudon, Lucens et Vulliens dans le canton de Vaud.

## Localités
Ursy comprend les localités suivantes avec leur code postal et les dates des différentes fusions :
| Localité   | NPA  | Année de fusion    |
| ---------- | ---- | ------------------ |
| Bionnens   | 1670 | 2001               |
| Esmonts    | 1670 | 2006               |
| Montet     | 1674 | 2025               |
| Morlens    | 1674 | 1991               |
| Mossel     | 1675 | 2001               |
| Ursy       | 1670 | 2001, 2012 et 2025 |
| Vauderens  | 1675 | 2001               |
| Vuarmarens | 1674 | 1991, 2006 et 2012 |

## Toponymie
Vers 1160 le village se nomme Ursei, Urseio en 1190, Ursez en 1215, Ursi en 1235, Vrsy en 1403. L'origine de son nom est à attribuer au gallo-romain Urciacus, d´un gentilice Ursius dérivé du latin ursus, « ours », avec le suffixe -acus.
On retrouve l'image de l'ours sur les armoiries de la commune.

## Démographie
Selon l'Office fédéral de la statistique, Ursy compte 3 979 habitants en 2022. Sa densité de population atteint 232 hab./km2.
Le graphique suivant résume l'évolution de la population d'Ursy entre 1850 et 2008 :

## Patrimoine bâti
L'église Saint-Maurice, construite entre 1862 et 1868 d'après les plans de l'église Saint-Martin de Fribourg, a été restaurée en 1933, 1979 et 2018. Elle contient du mobilier liturgique assorti d'origine, en marbre de Carrare, des tableaux de Henri Kaiser ainsi que 17 verrières de Charly Cottet. Elle est inscrite comme bien culturel d'importance régionale.

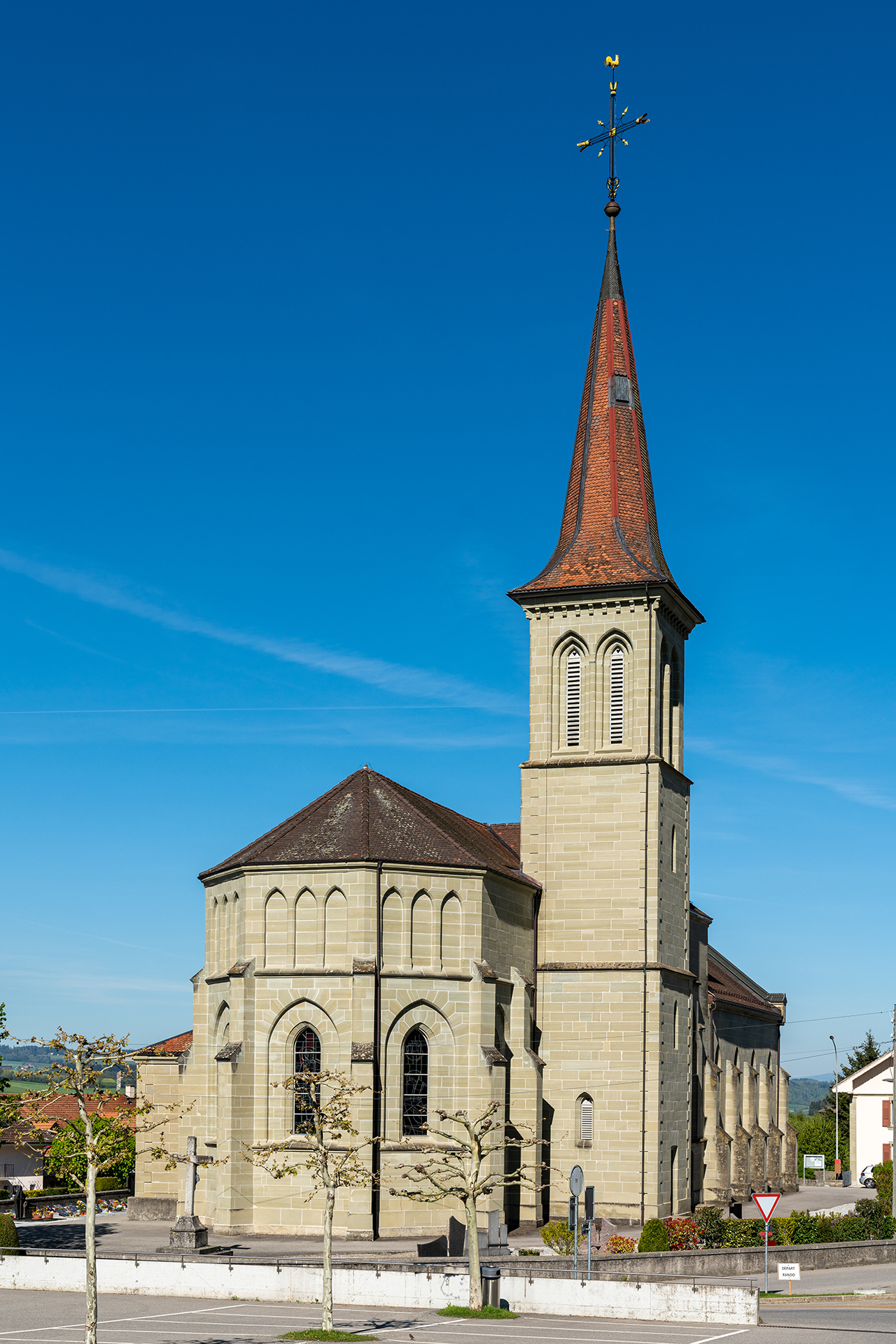
L'église d'Ursy

Le village compte également une école primaire (route d'Oron 4) de style Heimatstil datant de 1906.

## Industrie
Les caves de stockage et d'affinage des fromages de Mifroma SA, une entreprise de Migros, sont construites dans des cavernes creusées dans la molasse, où règne une humidité de 95 % et une température de 12 °C. La caverne principale mesure 220 m de long sur 18 m de large. Cette entreprise emploie 230 personnes.

## Héraldique
L'héraldique du blason de la commune est Coupé, de gueules à la croix treflée d'argent, et d'or à l'ours passant de sable.